# ラタ (アブハジア)
ラタ（グルジア語: ლათა、グルジア語ラテン翻字: Lata、アブハズ語: Лата）は、ジョージアのアブハジア自治共和国グルリプシ地区にある村落。ラタ・テミの中心地。海抜は316メートル。グルリプシからは北東へ直線で約33キロメートル、国道10号線を使っておよそ52キロメートルの距離に位置する。2008年以降、アブハジア共和国が実効支配している。